# Związek Gmin Jurajskich
Związek Gmin Jurajskich – dobrowolne stowarzyszenie gmin z województwa śląskiego i małopolskiego, które są położone na Wyżynie Krakowsko – Częstochowskiej. Na założenie związku zdecydowało się w 1991 roku 15 gmin aby promować Jurę Krakowsko – Częstochowską.
Do Związku Gmin Jurajskich należy 35 gmin: Bolesław, Bukowno, Częstochowa, Dąbrowa Górnicza, Gołcza, Janów, Jerzmanowice-Przeginia, Lelów, Klucze, Koziegłowy, Kraków, Kroczyce, Łazy, Mstów, Myszków, Niegowa, Ogrodzieniec, Olsztyn, Pilica, Poraj, Poręba, Przyrów, Siewierz, Skała, Sławków, Sułoszowa, Trzebinia, Trzyciąż, Wielka Wieś, Włodowice, Zabierzów, Zawiercie, Zielonki, Żarki, Żarnowiec.
Siedzibą związku jest miasto Ogrodzieniec.

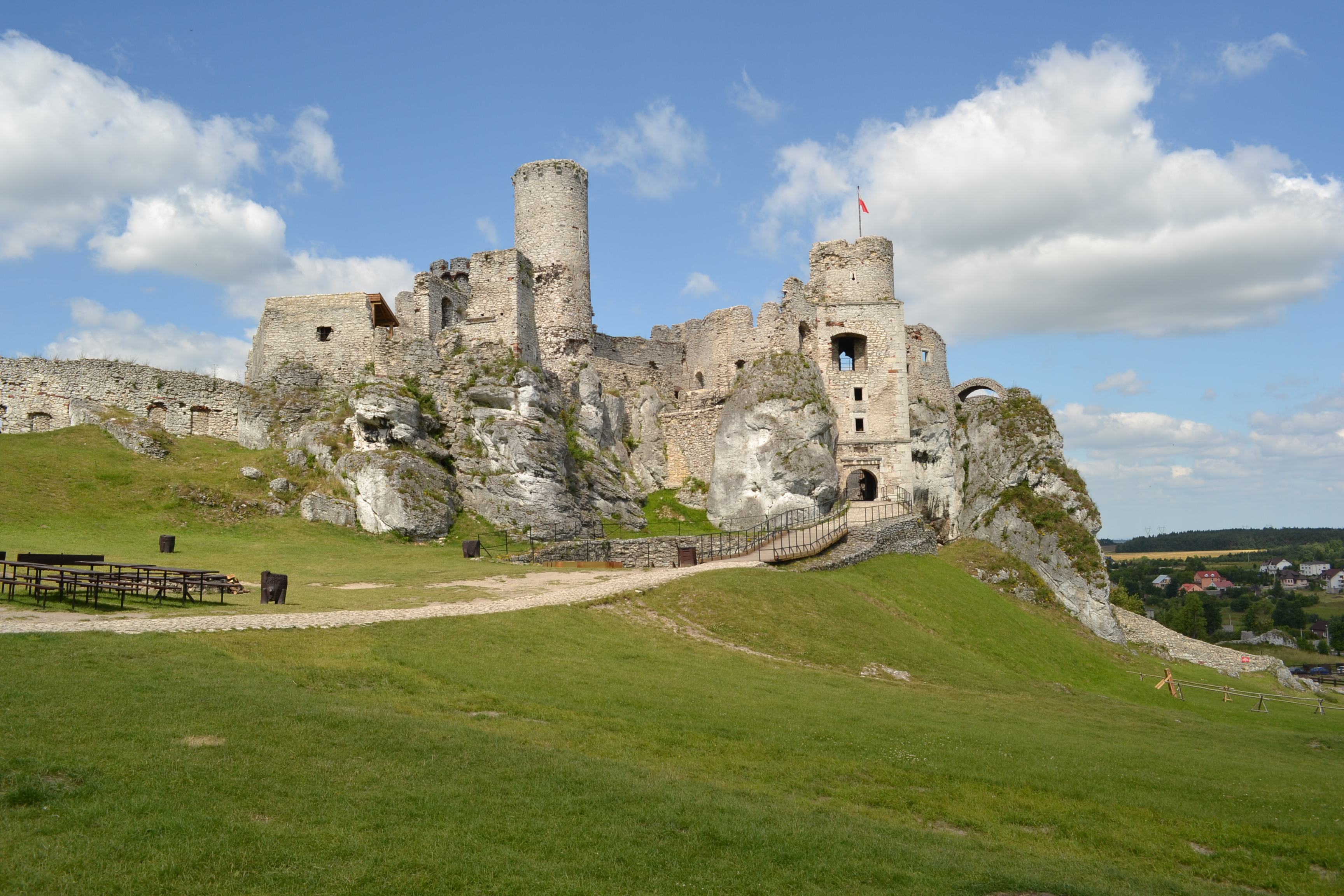
Zamek Ogrodzieniec w Podzamczu

## Podstawowe cele Związku Gmin Jurajskich
- promocja turystyczna Jury Krakowsko-Częstochowskiej poprzez różnego typu wydawnictwa (przewodniki, albumy, mapy, foldery, ulotki),
- różnego typu akcje promocyjne w środkach masowego przekazu(telewizja, radio),
- uczestnictwo w targach turystycznych między innymi w: World Travel Show w Warszawie, Tour Salon w Poznaniu, Globalnie w Katowicach, MTG w Gdańsku, Na Styku Kultur w Łodzi, MTT we Wrocławiu, Atrakcje Regionów w Chorzowie, Market Tour w Szczecinie,
- rozwój turystyki wiejskiej,

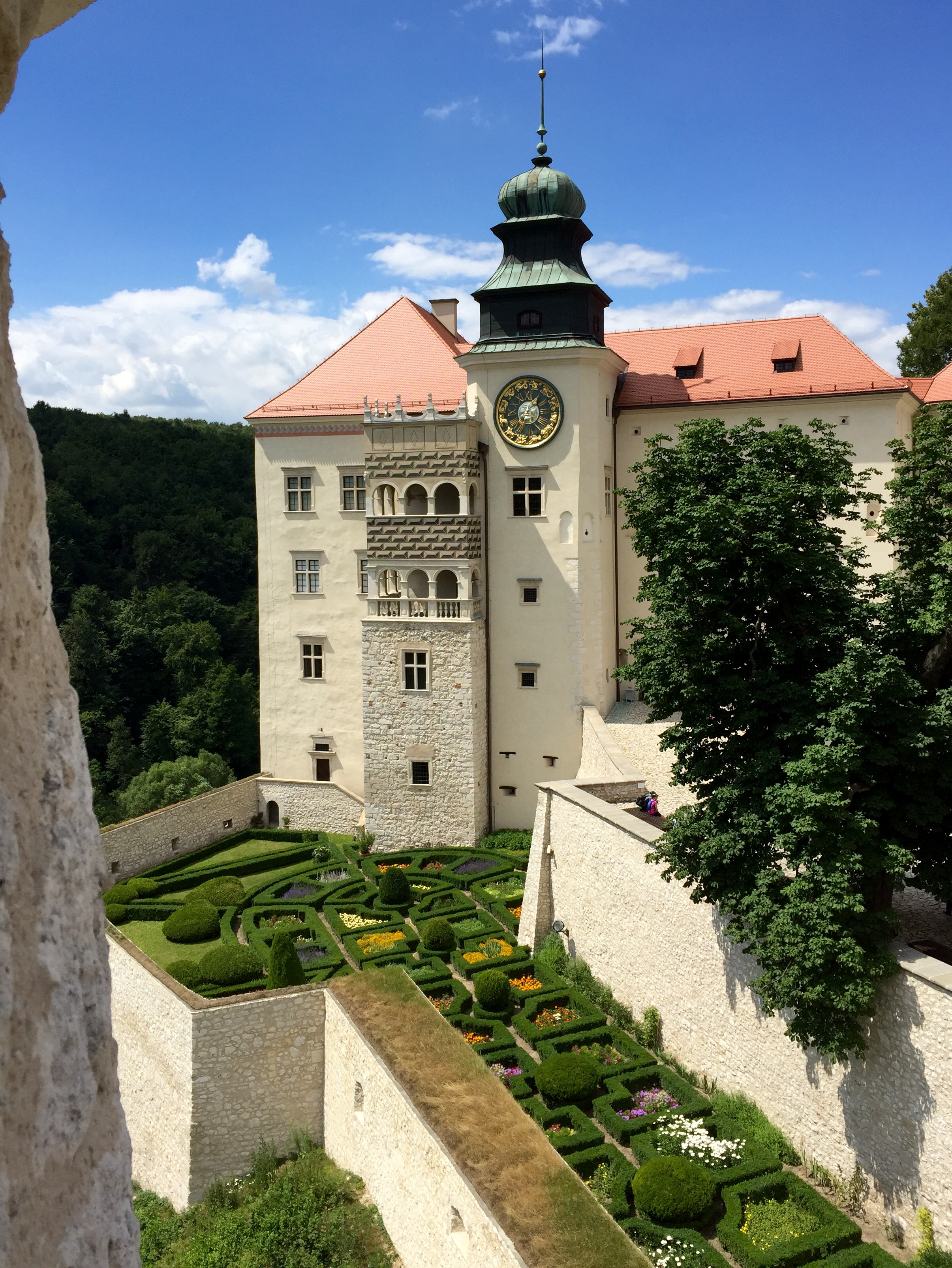
Zamek Pieskowa Skała

- Zamek Pieskowa Skałaochrona walorów przyrodniczych i kulturowych Jury,
- rozwój infrastruktury turystycznej,
- dążenie do kulturalnej i gospodarczej integracji gmin,
- współpraca i wymiana doświadczeń z zakresu funkcjonowania samorządów lokalnych,
- promocja związku na portalach społecznościowych.

Związek Gmin Jurajskich pomaga gminom w promowaniu ich turystycznych atrakcji, ale również pokazuje Wyżynę Krakowsko – Częstochowską jako jednolity i spójny obszar turystyczny, w którym niewidoczne są granice administracyjne a więc międzygminne czy międzywojewódzkie.
Członkostwo w związku w wielu przypadkach zwiększa aktywność poszczególnych gmin do różnego typu działań związanych z turystyką, pozwala to na wykorzystanie doświadczenia z innych gmin, które mają lepszą ofertę turystyczną. Daje to również możliwość profesjonalnej promocji, na którą w indywidualny sposób gmina nie mogłaby sobie pozwolić.